# Eremaeozetes bilunatifer
Eremaeozetes bilunatifer är en kvalsterart som beskrevs av Balogh och Sandór Mahunka 1981. Eremaeozetes bilunatifer ingår i släktet Eremaeozetes och familjen Eremaeozetidae. Inga underarter finns listade i Catalogue of Life.